# Alyssum moellendorfianum
Alyssum moellendorfianum — вид квіткових рослин роду бурачок (Alyssum) родини капустяні (Brassicaceae).

## Поширення
Вид є ендеміком Боснії та Герцеговини.

## Опис
Рослина розміром 5-10 см, росте групою. Листя дрібне, сріблястого або сіруватого кольору, від довгасто-лопатчатої до оберненояйцеподібної форми. Квітки жовті, розміром 6 мм, зібрані в прямостоячі гроноподібні суцвіття. Цвіте навесні. Розмножується насінням або вегетативно. сонцелюбні; полюбляє освітлені сухі місця з бідним дренованим ґрунтом, тріщини в скелях.